# آنا كروز
آنا كروز (بالإسبانية: Anna Cruz)‏ مواليد 27 أكتوبر 1986 في برشلونة، هي لاعبة كرة سلة إسبانية. بدأت مسيرتها الاحترافية في سنة 2004. تلعب مع مينيسوتا لينكس في دوري الاتحاد الوطني لكرة السلة النسائية. وتحمل الرقم 51. يبلغ طولها 5 قدم 9 بوصة (1.8 م). مثلت منتخب بلادها. شاركت في دورة الألعاب الأولمبية الصيفية سنة 2016. فازت بلقب دوري المحترفات. لعبت مع نيويورك ليبرتي ومينيسوتا لينكس.

## سجل المنافسة
شاركت في المنافسات التالية:
- الألعاب الأولمبية الصيفية 2016
- كأس العالم لكرة السلة للسيدات 2010
- كأس العالم لكرة السلة للسيدات 2014

## الميداليات
| الميدالية | المسابقة                                 |
| --------- | ---------------------------------------- |
| فضية      | الألعاب الأولمبية الصيفية 2016           |
| فضية      | كأس العالم لكرة السلة للسيدات 2014       |
| برونزية   | بطولة كأس العالم لكرة السلة للسيدات 2010 |

## روابط خارجية
- آنا كروز على موقع الاتحاد الدولي لكرة السلة (الإنجليزية)
- آنا كروز على موقع الاتحاد الوطني لكرة السلة النسائية (الإنجليزية)
- آنا كروز على موقع كرة السلة الأوروبية.كوم (الإنجليزية)
- آنا كروز على موقع بروبوليرز (الإنجليزية)
- آنا كروز على موقع سبورتس رفرنس (الإنجليزية)
- آنا كروز على موقع سبورتس رفرنس (الإنجليزية)
- آنا كروز على موقع اللجنة الأولمبية الدولية (الإنجليزية)
- آنا كروز على موقع أوليمبيديا (الإنجليزية)
- آنا كروز على موقع اللجنة الأولمبية الإسبانية (الإسبانية)